# Medvecukor

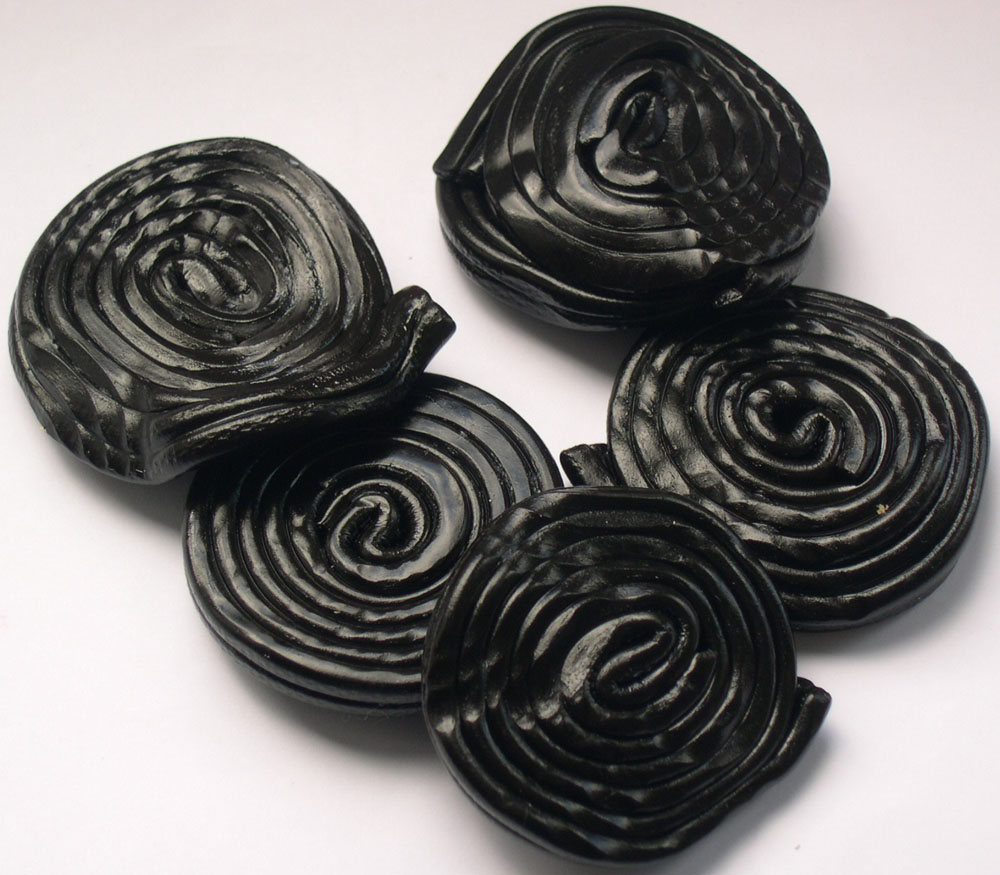
Haribo-féle medvecukor

A medvecukor (ismert medveszar és bocskorszíj néven is)  egy édesség, melynek alapanyaga az édesgyökér-kivonat, valamint gyakran az ánizsolaj. Világszerte számos  színbeli és ízbeli változata ismert, attól függően, hogy milyen adalékokat tartalmaz.

## Előállítása
A gyártás során az édesség összetevőit vízben feloldják, majd 135 °C-ra melegítik . Ezt követően egy tartályba öntik, ahol keményítőporral keverik össze. Miután a massza a megfelelő szilárdságúra keményedett, a tartály oldalán levő nyílásokon kipréselik, így kapja a cukorka a jellegzetes hosszúkás, bocskorszíjra emlékeztető alakját. A  kész cukorkát méhviasszal permetezik le, hogy fénylő hatást érjenek el.

## Élettani hatása
A medvecukor túlzott mértékű fogyasztása endokrin hypertoniát (magas vérnyomást) okoz. Ennek mechanizmusa az, hogy az édesgyökér hatóanyaga (glicirrizin) gátolja a vesében az aldoszteron célsejtekben a kortizol inaktivációját (11β-HSD II). Így a sejtek tévesen nagyobb aldoszteronszintet érzékelnek. A hiperaldoszteronizmus magas vérnyomást okoz. 2020-ban az Egyesült Államokban egy 54 éves férfi belehalt a medvecukor túlzott fogyasztásába, napi másfél csomaggal evett meg kedvenc édességéből és leállt a szíve.